# Complexe sportif Abdessalem Kazouz
Le complexe sportif Abdessalem Kazouz (arabe : ملعب عبد السلام كازوز جرجيس), anciennement connu sous le nom de stade Jlidi (arabe : ملعب الجليدي), est un stade polyvalent tunisien situé à Zarzis. Il accueille les matchs de l'Espérance sportive de Zarzis.
Inauguré en 2003, la capacité du stade est de 7 000 à 10 000 places. L'Espérance sportive de Zarzis jouait auparavant au Stade municipal de Zarzis qui ne disposait que de 1 500 places.